# Lorenzo Bini Smaghi
Pour les articles homonymes, voir Bini.
Lorenzo Bini Smaghi, né le 29 novembre 1956 à Florence, est un économiste italien. Il a été membre du directoire de la Banque centrale européenne (BCE) entre 2005 et 2011, est depuis janvier 2015 président de la Société générale.

## Biographie

### Origines et études
Lorenzo Bini Smaghi est le descendant d'une famille noble de Toscane, et entre autres, il est apparenté à Robert Bellarmin. Lorenzo Bini Smaghi est le fils d'un ingénieur. À 6 ans, il vit en Tunisie où son père travaille sur des digues.
Il étudie au Lycée français de Bruxelles et obtient son baccalauréat en 1974. En 1978, il obtient une licence en sciences économiques de l'université catholique de Louvain. En 1980, il obtient une maîtrise de sciences économiques de l'université de Californie du Sud, et en 1988, un doctorat de sciences économiques de l'université de Chicago.

### Débuts
En 1983, Lorenzo Bini Smaghi commence sa carrière en tant qu'économiste au département de la recherche de la Banque d'Italie. En 1994, il est chargé de la direction des politiques de l’Institut monétaire européen. En 1998, il revient en Italie sur demande de Mario Draghi pour occuper le poste de directeur général des relations financières internationales au sein du ministère de l'Économie et des Finances de l'Italie.
De 2001 à 2005, Lorenzo Bini Smaghi est président de SACE, une société italienne spécialisée dans les assurances et les services financiers.

### BCE
Lorenzo Bini Smaghi rejoint la Banque centrale européenne en juin 2005.
Le 24 juin 2011, Lorenzo Bini Smaghi annonce qu'il quittera la BCE « avant la fin de l'année » alors que son mandat prend fin en 2013. Sa sortie de la BCE est issue d'un arrangement entre Nicolas Sarkozy et Silvio Berlusconi de le remplacer à ce poste par Mario Draghi. Le même jour, Berlusconi l'évoque comme possible candidat au poste de gouverneur de la Banque d'Italie, pour succéder à Mario Draghi. Pourtant, peu de temps avant la fin du mois d'octobre 2011, c'est un autre dirigeant de la banque centrale italienne, Ignazio Visco, qui est choisi pour succéder à Mario Draghi, ce qui provoque l'irritation du gouvernement français qui perd ainsi la possibilité de nommer immédiatement un Français dans le directoire de la BCE. Le 10 novembre 2011, il annonce sa prochaine démission, sans doute en liaison avec la démission de Silvio Berlusconi devenue certaine le même jour et effective le 12.
Il enseigne ensuite à l'université Harvard (Center for International Affairs) à compter du 1er janvier 2012. En octobre 2013, il rejoint la banque d'affaires Morgan Stanley.

### Société générale
En mai 2014, il est nommé administrateur indépendant de la Société générale, avec un titre de second vice-président. Le 19 janvier 2015, il prend la présidence de la Société générale. Il travaille en tandem avec Frédéric Oudéa, ancien président qui reste directeur général.
Il est le premier dirigeant non-français à la tête de la Société générale.

## Autres fonctions
- Président non exécutif du fournisseur italien de gaz naturel Snam[9]
- Président de la Fondation du Palais Strozzi[3]

## Vie privée
Lorenzo Bini Smaghi est marié à Veronica De Romanis, une économiste qui conseille le président du Conseil italien, et a deux enfants.

## Publications
- L’euro, Il Mulino, Bologne, 1998 (3e édition : 2001)
- Chi ci salva dalla prossima crisi finanziaria?, Il Mulino, Bologne, 2000
- Open Issues in European Central Banking, Macmillan, Londres, 2000 (avec D. Gros)
- Il paradosso dell'euro. Luci e ombre dieci anni dopo, Rizzoli, Milan, 2008